# Inga Gill
Inga Stina Gill (født 2. maj 1925, død 18. oktober 2000) var en svensk skuespillerinde, der medvirkede i mere en 50 film og tv-serier, især komedier. Hun optrådte i for eksempel i Ingmar Bergmans film Tørst (1949), Det syvende segl (1957), Livets under (1958) og Hvisken og råb (1972).
Inga Gill ligger begravet på Katarina kyrkogård i Södermalm, Stockholm.

## Udvalgt filmografi
- Det är min modell (1946)
- Kvinden uden ansigt (1947, ukrediteret)
- Lars Hård (1948, ukrediteret)
- Tørst (1949, ukrediteret)
- Frøken Julie (1951)
- Farlig frihed (1954)
- Kvindedrømme (1955, ukrediteret)
- Piger uden værelse (1956)
- Den syvende himmel (1956)
- Det syvende segl (1957)
- Forbrydelse i paradiset (1957)
- Livets under (1958, ukrediteret)
- Forbrydelse i paradiset (1959)
- Sovekammertyven (1959)
- Djævelens øje (1960, ukrediteret)
- Kvindedyr (1965)
- Niklasons (tv-serie, 1965)
- Klart spår till Tomteboda (tv-serie, 1968)
- Hvisken og råb (1972)
- Mig og damerne (1983)
- Min elskede - Amorosa (1986)
- Varuhuset (tv-serie, 1987-1989)
- Esters testamente (tv-serie, 1995)